# Wereldkampioenschappen schaatsen afstanden 2019 - Teamsprint vrouwen
De teamsprint voor vrouwen op de wereldkampioenschappen schaatsen afstanden 2019 werd gereden op donderdag 7 februari 2019 in het ijsstadion Max Aicher Arena in Inzell, Duitsland.

## Uitslag
| Rang   | Naam       | Land       | Tijd    |
| ------ | ---------- | ---------- | ------- |
| Goud   | Nederland  | Nederland  | 1.26,28 |
| Zilver | Canada     | Canada     | 1.27,21 |
| Brons  | Rusland    | Rusland    | 1.27,26 |
| 4      | Italië     | Italië     | 1.28,18 |
| 5      | China      | China      | 1.29,15 |
| 6      | Zuid-Korea | Zuid-Korea | 1.29,83 |
| 7      | Noorwegen  | Noorwegen  | 1.30,56 |

## Deelneemsters
| Land      | Wit               | Rood               | Geel             | Blauw                 |
| --------- | ----------------- | ------------------ | ---------------- | --------------------- |
| Noorwegen | Martine Ripsrud   | Hege Bøkko         | Anne Gulbrandsen | Sofie Karoline Haugen |
| China     | Zhao Xin          | Jin Jingzhu        | Li Qishi         | Tian Ruining          |
| Korea     | Kim Min-sun       | Park Ji-woo        | Kim Hyun-yung    | –                     |
| Rusland   | Angelina Golikova | Olga Fatkoelina    | Daria Katsjanova | Jekaterina Sjichova   |
| Canada    | Kaylin Irvine     | Heather McLean     | Kali Christ      | Marsha Hudey          |
| Nederland | Janine Smit       | Jutta Leerdam      | Letitia de Jong  | Sanneke de Neeling    |
| Italië    | Yvonne Daldossi   | Francesca Bettrone | Noemi Bonazza    | –                     |

2019 · 
2020 · 
2021 · 
2022 · 
2023 · 
2024 · 
2025